# Anemia warmingii
Anemia warmingii är en ormbunkeart som beskrevs av Karl Anton Eugen Prantl. Anemia warmingii ingår i släktet Anemia och familjen Anemiaceae. Inga underarter finns listade.